# Andrea Clausen
Andrea Clausen (* 17. Januar 1959 in Oldenburg) ist eine deutsche Schauspielerin. Sie ist die Großnichte der Theaterfotografin Rosemarie Clausen und ebenfalls des Theaterschauspielers Claus Clausen.

## Bühnenkarriere
Andrea Clausen begann ihre Schauspielausbildung bei Étienne Decroux in Paris und studierte dann an der Folkwangschule in Essen. Nach dem Studium wurde sie zuerst ans Staatstheater in Oldenburg, dann an das Schauspiel Köln engagiert und 1986 folgte sie dem Ruf des neuen Intendanten des Schauspielhaus Bochum, Frank-Patrick Steckel. Hier begann ihre bis heute andauernde Zusammenarbeit mit der Regisseurin Andrea Breth. Die Zeitschrift Theater heute wählte sie für ihre Rollen in den Andrea Breth-Inszenierungen Süden von Julien Green und Sommer von Edward Bond zur besten Nachwuchsschauspielerin des Jahres 1987.
Ihr Wechsel 1991 an das Wiener Burgtheater führte sie mit Regisseuren wie Claus Peymann ("Clavigo" von Goethe mit Ulrich Mühe), Paulus Manker (Julie in Ferenc Molnárs "Liliom" an der Seite von Karlheinz Hackl), Wilfried Minks und Hans Neuenfels (für ihre Darstellung in seiner Wer hat Angst vor Virginia Woolf?-Inszenierung an der Seite von Klaus-Maria Brandauer erhielt sie die Kainz-Medaille), zusammen. 1994 wurde sie von der künstlerischen Leiterin der Schaubühne am Lehniner Platz, Andrea Breth, nach Berlin geholt. Nach zwei Jahren in Berlin kehrte sie an die Wiener Burg zurück, wo sie bis heute zum Ensemble gehört. Ihre Regisseure waren seit ihrer Rückkehr neben Andrea Breth, Matthias Hartmann, Luc Bondy ("Drei mal Leben" und "König Lear") und Karin Henkel.
Insgesamt dreimal wurde sie in der Kategorie „Beste Schauspielerin“ für den Nestroy-Theaterpreis nominiert: 2001 für ihre Rolle in Drei Mal Leben, 2003 als Gräfin Orsina in Emilia Galotti und 2005 als Ranjewskaja im Kirschgarten.
Am 10. Dezember 2005 war sie Gast von Otto Brusatti in der Ö1-Samstagssendung „Klassik-Treffpunkt“ im RadioKulturhaus/ORF KulturCafé. 2006 wurde ihr Porträt von Ilse Haider fotografisch inszeniert und in der neuen Porträtgalerie des Burgtheaters ausgestellt.
Bei den Salzburger Festspielen war sie das erste Mal 1997 in einer Peter-Stein-Inszenierung von Grillparzers Libussa zu sehen, weitere Male war sie in Andrea-Breth-Inszenierungen zu sehen, 2002 in Das weite Land und 2012 in Prinz Friedrich von Homburg. 2017 wird sie wiederum in einer Inszenierung von Andrea Breth in Salzburg zu sehen sein, diesmal als Meg in Die Geburtstagsfeier, einem Stück von Harold Pinter.
2007 erhielt die Schauspielerin vom ORF-Jury den Hörspiel-Preis „Schauspielerin des Jahres 2006,“ der ihr im Rahmen der Langen Nacht des Hörspiels, nach der Laudatio ihres Schauspielkollegen Sven-Eric Bechtolf, am 23. März 2007 im Radiokulturhaus überreicht wurde. Bei den Wiener Festwochen 2007 spielte sie in Luc Bondys Inszenierung von König Lear die Rolle von Goneril spielen. Andrea Clausens Stimme ist auch Hörspiel-Liebhabern nicht fremd: Sie wird oft als Sprecherin eingesetzt.

## Privatleben
Sie ist mit dem österreichischen Grafiker und Illustrator Helmut Pokornig verheiratet und Mutter der Zwillingstöchter Marie und Jelena, die 2003 zur Welt kamen. Wegen der Geburt musste sie in der Saison 2003/2004 eine kurze Zeit auf der Bühne aussetzen; ihre Rolle als Gräfin Orsina in Emilia Galotti wurde damals von Corinna Kirchhoff übernommen. Sie wohnt in Wien.

## Bühnenrollen

### Am Schauspielhaus Bochum
- Angelina in Süden (Julien Green; Regie: A. Breth)
- Mädchen in Sommer (Edward Bond; Regie: A. Breth)
- Minna in Minna von Barnhelm (Lessing, Regie: U. Troller)
- Lucile in Dantons Tod (Büchner; Regie: F. P.Steckel)
- Olivia in Was ihr wollt (Shakespeare, Regie: A. Breth)

### An der Schaubühne am Lehniner Platz, Berlin
- Elektra in  Elektra (Euripides, Regie: A. Breth)

### Am Burgtheater und am Akademietheater, Wien
- Célimène in Der Menschenfeind von Molière (R: Matthias Hartmann)
- Dr. Elisa Connelli in Klaus Pohls Vinny (R: Peter Wittenberg),
- Marie in Clavigo (Goethe, Regie: C. Peymann)
- Eve in Der zerbrochne Krug (Kleist, Regie: A. Breth)
- Honey in Wer hat Angst vor Virginia Woolf? (Edward Albee; Regie: H. Neuenfels)
- Julie in Liliom (Molnár; Regie: P. Manker)
- Julia in Fernando Krapp hat mir diesen Brief geschrieben (Tankred Dorst, R: W. Minks)
- Annina in Der Impresario von Smyrna (Carlo Goldoni, R: C. Peymann),
- Nora in Nora (Ibsen; Regie: K. Henkel)
- Isabella in König Eduard (C. Marlowe; Regie: C. Peymann)
- Irene in Tochter der Luft (Hans Magnus Enzensberger, nach Calderón de la Barcas Schauspiel, R: Frank Castorf)
- Ramona in Viridiana von Luis Buñuel (R: Dimiter Gotscheff)
- Inès Finidori in Drei Mal Leben (Reza; Regie: L. Bondy), Akademietheater
- Gräfin Orsina in Emilia Galotti (Lessing; Regie: A. Breth)
- Marquisin Mondecar in Don Carlos (Schiller, R: A. Breth) 2004
- Ranjevskaja in Der Kirschgarten (Tschechow; Regie: A. Breth) 2005
- Eine Dame in Trauer in Minna von Barnhelm (Lessing, Regie: A. Breth) 2005
- Hippolyta und die Elfenkönig Titania in Ein Sommernachtstraum (Shakespeare, R: Theu Boermans) 2007
- Goneril in König Lear von Shakespeare, R: Luc Bondy 2007 (Wiener Festwochen)
- Helen in Motortown (Simon Stephens, R: Andrea Breth) 2008
- Monique in Quai West (Bernard-Marie Koltès, R: Andrea Breth) 2010
- Theonoe in Helena (Euripides / Peter Handke, R: Luc Bondy) 2010
- Diverse Rollen in Zwischenfälle (Szenen von Courteline, Cami, Charms, R: Andrea Breth) 2011
- Nach der Oper. Würgeengel. (Eine masochistische Komödie von Martin Wuttke nach Luis Buñuel) 2012
- Lisa in Wastwater (Simon Stephens, R: Stephan Kimmig) 2012
- Die Kurfürstin in Prinz Friedrich von Homburg (Heinrich von Kleist, R: Andrea Breth) 2012
- Mutter der Frau von O. Die Marquise von O. (Ferdinand Bruckner, R: Yannis Houvardas) 2013
- Gertrud in Hamlet (Shakespeare, R: Andrea Breth) 2013
- Maureen in Diese Geschichte von Ihnen von John Hopkins, Regie: Andrea Breth, 2016

## Filmrollen
- 1983: Fremdes Land, Regie: Claus Peter Witt
- 1994: Kopf des Mohren, Regie: Paulus Manker
- 2003: Brüder, Regie: Wolfgang Murnberger/ORF
- 2006: Und die Zeit stand still, Kurzfilm, Regie: Nikolaus Müller
- 2013: los ist, Kurzfilm, Regie: Jan Groos, Anna Groos
- 2015: Tatort: Grenzfall

## Hörspiele
- Geboren in Bagdad von Susanne Ayoub 2004, Hoffman und Campe Verlag (ISBN 3-455-30377-3)
- Clelia in Unter Frauen (Tra donne sole) von Cesare Pavese, ORF 2006 (R: Götz Fritsch)
- Felicitas Leitner und das Gasthaus zur Grenze von Ferdinand Schmatz, ORF 2006 (R: Katharina Weiß)
- Arztgattin Claudia in René Freunds Hörspielkomödie Klinik unter Almen, 2007
- Joseph Fouché von Otto M. Zykan (R: Götz Fritsch), 2006
- Spuren im Schnee von Andreas Renoldner, (R: Nikolaus Scholz)

## Auszeichnungen
- 1987: Beste Nachwuchsschauspielerin (Zeitschrift: Theater heute)
- 1992: Kainz-Medaille
- 2001, 2003 und 2005: Nominierungen für den Nestroy-Preis in der Kategorie Beste Schauspielerin
- 2007: ORF-Hörspielpreis: Schauspielerin des Jahres 2006